# WFM Osa

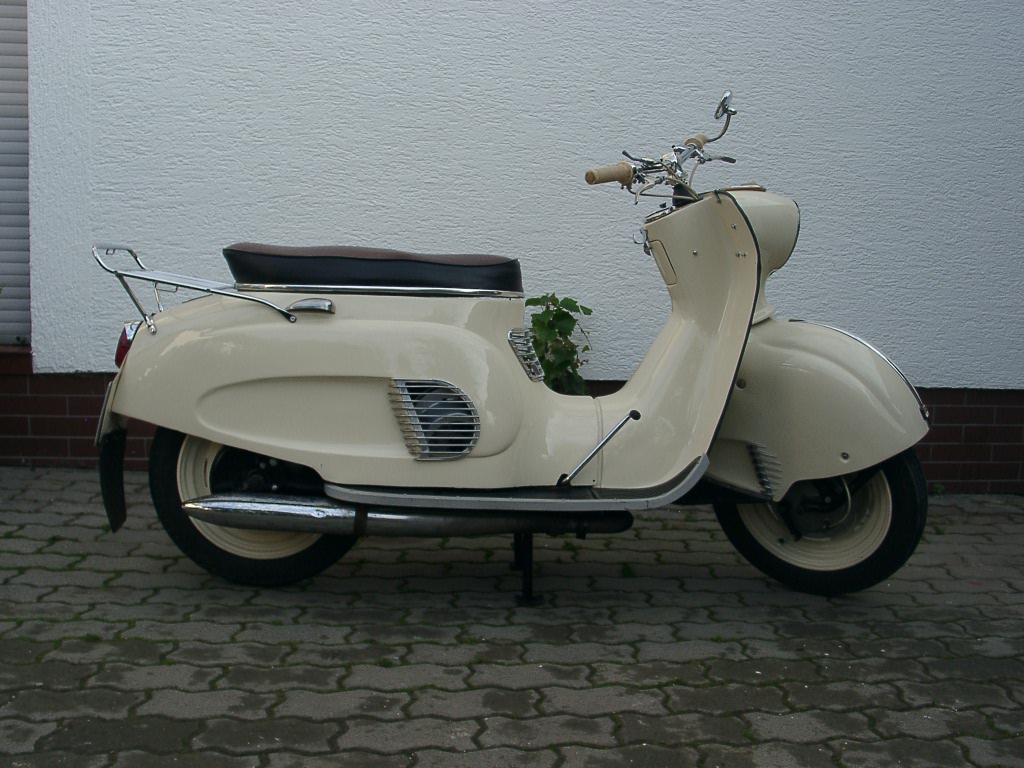
Widok z boku

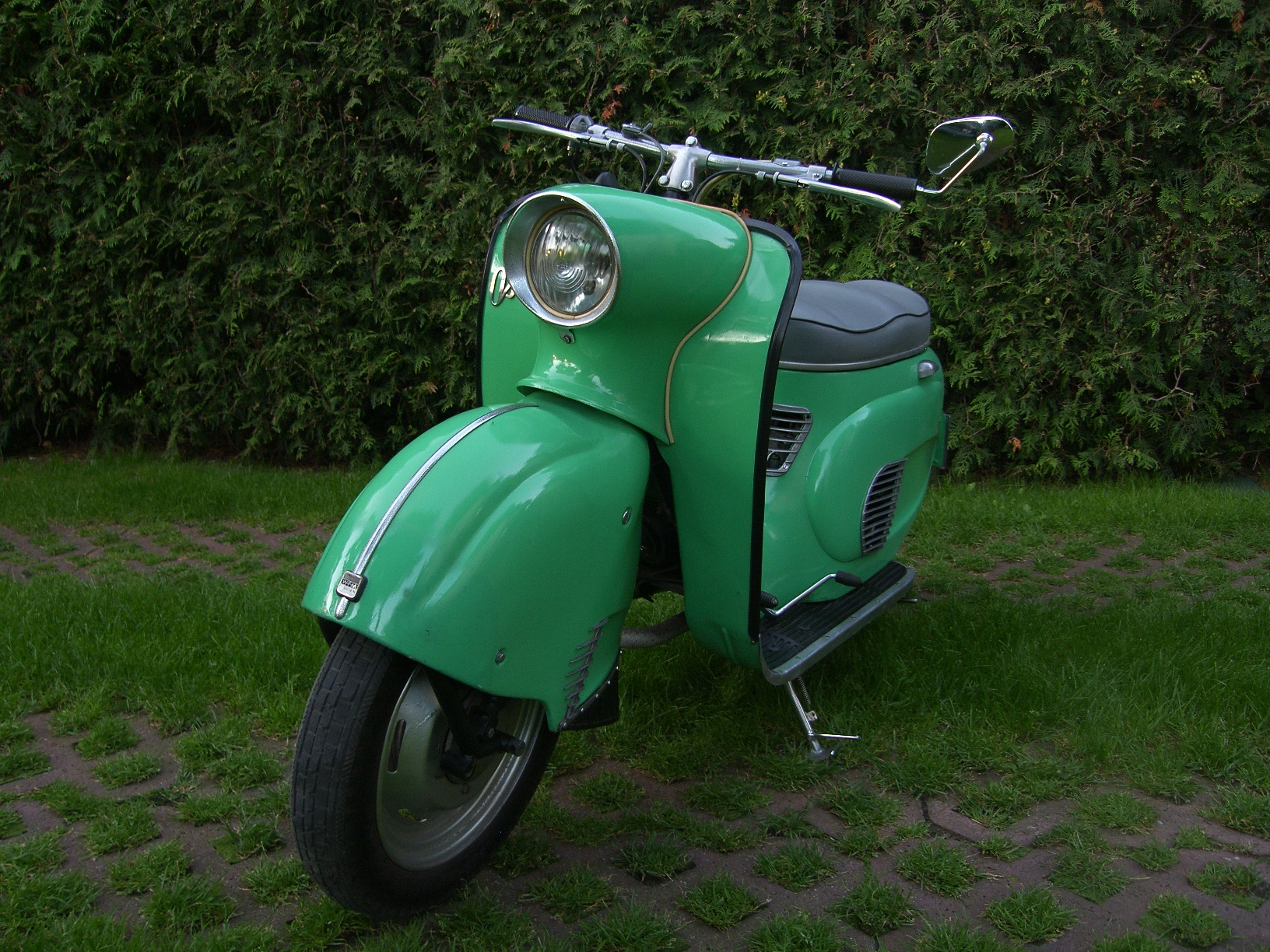
Widok z przodu

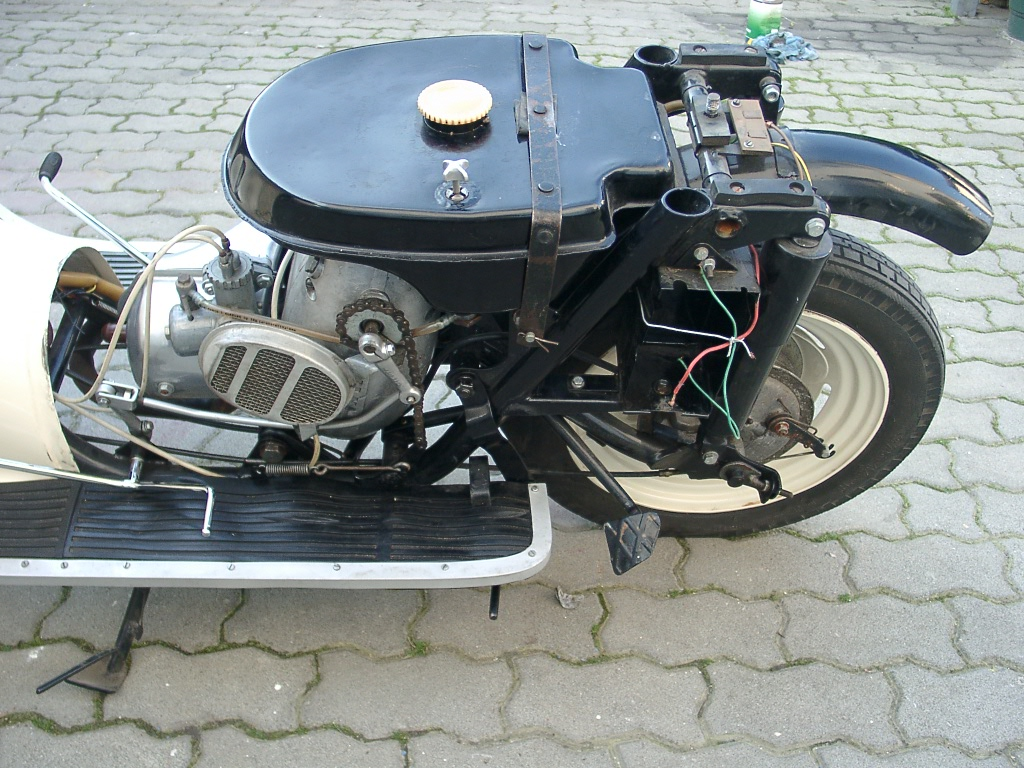
Widok silnika S33

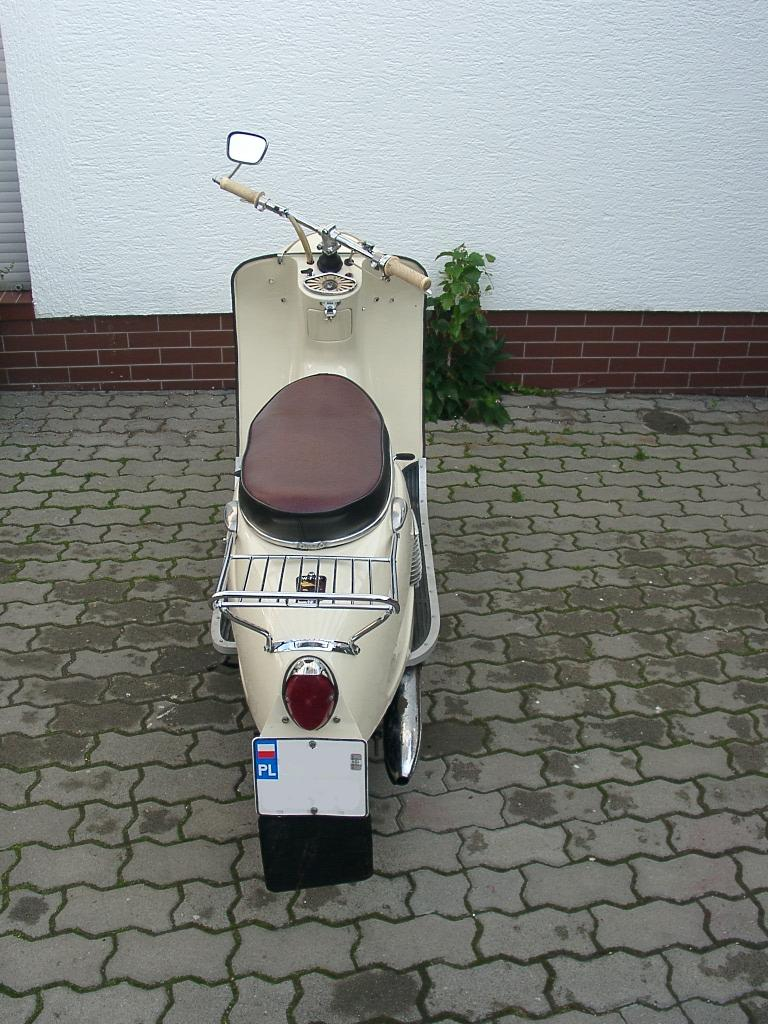
Widok z tyłu

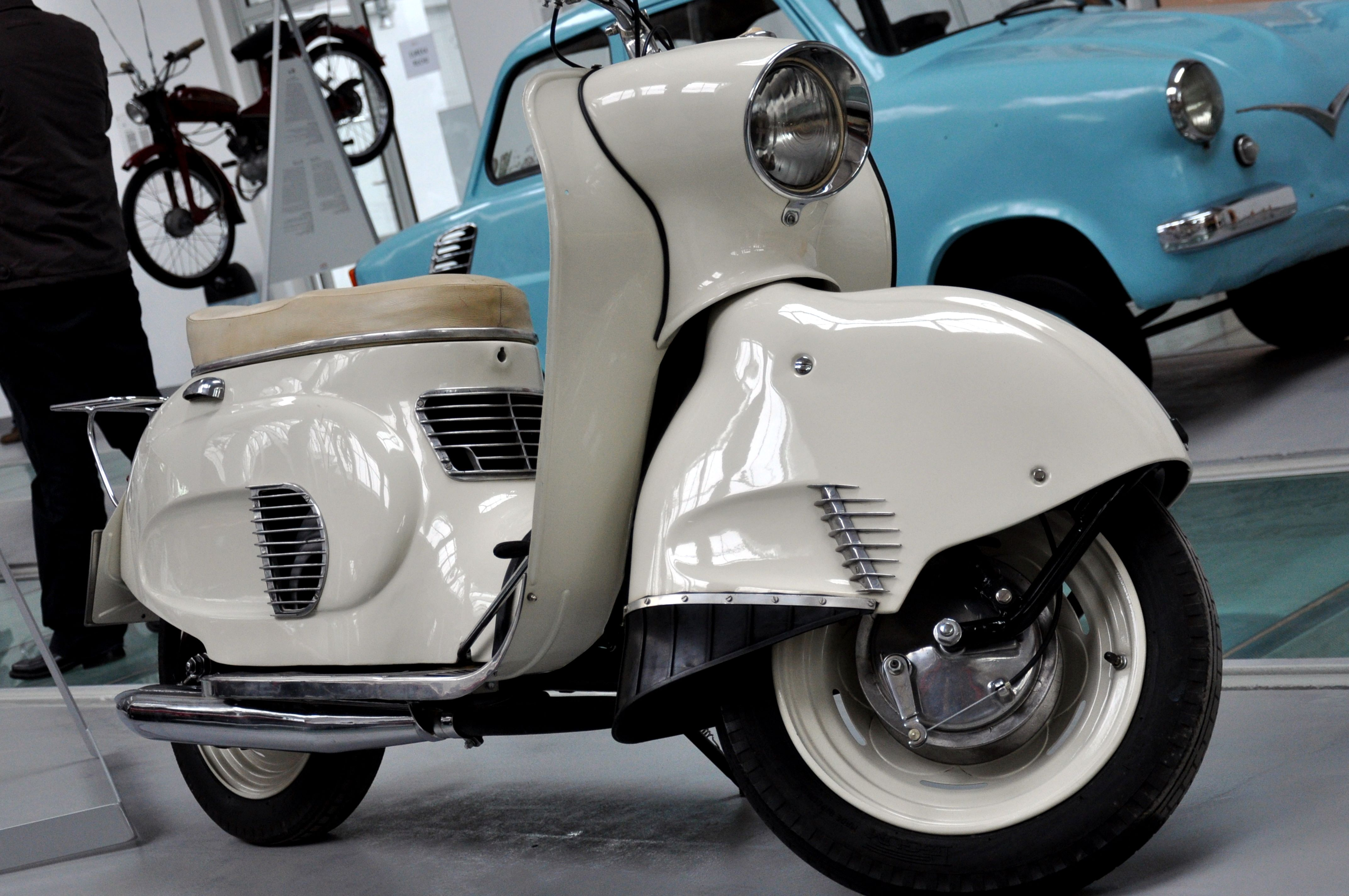
Osa M-52 w Muzeum Techniki i Komunikacji w Szczecinie

Osa M50 (M52) – polski skuter produkowany w latach 1959–1965 w WFM w Warszawie. Jedyny skuter produkowany seryjnie w PRL.

## Historia

### Kalendarium
- 1955 – pierwszy prototyp o nazwie Żuk
- 1956 – drugi prototyp o nazwie Bąk
- 1957 – prototypy o nazwie Odra 1 i Odra 2
  - – pięć prototypów Osa
- 1959 – pierwsza seria: Osa M-50
- 1962 – model Osa M-52
- 1963 – prototyp Osa M-55
- 1965 – zakończenie produkcji.

W 1952 r. przy dziale Głównego Konstruktora Warszawskiej Fabryki Motocykli utworzona została komórka doświadczalna, a w pierwszej połowie 1955 r. powstały trzy pierwsze prototypy skuterów: Żuk, Bąk oraz Osa skierowana do produkcji.
Głównymi twórcami skutera byli inżynierowie Krzysztof Brun, Jerzy Jankowski i Tadeusz Mathia. Do napędu zastosowano silnik S-06A. Oś cylindra usytuowano poziomo w osi głównej skutera, a skrzynia biegów znalazła się w górze pod kątem 105 stopni w stosunku do kierunku jazdy. Zmusiło to konstruktorów do opracowania specjalnego, obiegowego smarowania sprzęgła i skrzyni biegów. Olej czerpany był za pomocą łańcucha sprzęgłowego i rozbryzgiwany po całej komorze sprzęgła. Żeberka silnika były ułożone promieniście, aby nie hamować ruchu powietrza w tunelu chłodzącym.
Dzięki zawieszeniu kół na wleczonych wahaczach i nisko usytuowanemu środkowi ciężkości komfort jazdy Osą był wysoki. Sprzyjały temu duże 14-calowe koła, ułatwiające jazdę w terenie.
Po uruchomieniu seryjnej produkcji skuter zadebiutował w Rajdzie Tatrzańskim. W terenowych rajdach szybkich i obserwowanych Osy były najlepsze w swojej klasie. Podczas XXXV Sześciodniówka Enduro w Bad Aussee w Austrii w 1960 r. zespół fabryczny Warszawskiej Fabryki Motocykli zdobył trzy medale: Mirosław Malec – złoty, Józef Rewerelli – srebrny i Maciej Piątkowski – brązowy. Wszyscy pojechali na Osach z silnikami 175 cm³. Rok później Mirosław Malec ukończył tzw. Szkocką Sześciodniówkę, jeden z najtrudniejszych na świecie rajdów obserwowanych. Osy znalazły uznanie za granicą i były eksportowane do wielu krajów.
Przygotowanie produkcji, testowanie prototypów, wprowadzanie zmian i usprawnień, trwało kilka lat ze względu na trudne warunki w socjalistycznej gospodarce. Mimo to plany było dalekosiężne, a dążenie konstruktorów zmierzały nawet do wprowadzenia wersji z elektrycznym rozrusznikiem w 1960 roku.
Montaż próbnej serii skuterów Osa M50 warszawska fabryka rozpoczęła w drugiej połowie lutego 1959 r., zaś pierwsze Osy pojawiły się w sklepach w lipcu lub w sierpniu. W trzecim kwartale tego roku ruszyła produkcja seryjna.
W 1962 r. pojawił się nowy model Osy M52. Miał on cały szereg zmian, a zwłaszcza nowy, większy silnik 175 cm³ o wymuszonym dmuchawą chłodzeniu (symbol S-33). Początkowo nowy skuter produkowany był wyłącznie na eksport, głównie do Indii, później zaczął trafiać na polski rynek. W większej Osie zastosowano bagażnik i zwiększono długość kanapy. Decyzją władz w 1965 r. Warszawską Fabrykę Motocykli połączono z innym przedsiębiorstwem, a produkcję skuterów zakończono.

## Dane techniczne skuterów Osa M50 (w nawiasach M52)
Silnik
- Typ: S06A (S33) dwusuwowy, chłodzony powietrzem (z obiegiem wymuszonym dmuchawą)
- Układ: jednocylindrowy, z leżącym cylindrem
- Rozrząd: przepłukiwanie zwrotne
- Pojemność skokowa: 147,9 cm³ (172,2 cm³)
- Średnica × skok tłoka: 57 (61,5) mm × 58 mm
- Stopień sprężania: 6,5 (6,3)
- Moc maksymalna: 6,5 KM przy 4800 obr./min (8,0 KM przy 4800 obr./min)
- Zasilanie: gaźnik G 20S (GM 24 U2 Pegaz), filtr powietrza z wkładem siatkowym zwilżanym olejem. Kranik paliwa bez rezerwy.
- Smarowanie: mieszankowe 1:25
- Rozruch: nożny
- Prądnica i zapłon: Iskrownik – prądnica z wirującym kołem magnesowym na czopie wału silnika, prądnica 6 V 28 W, minus na „masie”, prostownik selenowy, sygnał dźwiękowy elektromagnetyczny, reflektor ze światłem drogowym i mijania 25/25 W, i postojowym 3 W. Tylna lampa: pozycja 3 W, stop *5 W, oświetlenie szybkościomierza 0,6 W (1,5 W), kontrolka świateł postojowych 1,5 W. Przerwa na przerywaczu 0,3–0,4 mm. Wyprzedzenie zapłonu *4,9/-0,2 mm przed ZZ (4,4 mm). Świeca zapłonowa 14 mm o wartości cieplnej według Boscha 240 (225). Odstęp elektrod 0,4–0,6 mm.
- Akumulator: 6 V 7 Ah

Przeniesienie napędu
- Silnik-sprzęgło: pojedynczy łańcuch tulejkowy 3/8" × 7,5 × 44 ogniwa (3/8" × 7,5 × 48 ogniw)
- Sprzęgło: mokre, trzytarczowe o sześciu sprężynach (czterotarczowe, ze sprężyną centralną)
- Skrzynia biegów: trzystopniowa
- Przełożenia: 1:2,935 (2,89), 2:1,486 (1,47), 3:1,0 (1,0)
- Napęd tylnego koła: łańcuch tulejkowy 1/2" × 7,75 × 98 ogniwek (1/2" × 7,75 × 9, przełożenie 2,79 (2,93))

Podwozie
- Rama: rurowa, spawana, otwarta
- Zawieszenie przednie: wahacz wleczony, dwa elementy resorująco-tłumiące, skok koła 105 mm
- Zawieszenie tylne: wahacz wleczony, dwa elementy resorująco-tłumiące, skok 106 mm
- Hamulec przedni: bębnowy
- Hamulec tylny: bębnowy
- Opony przód/tył: 3,25 × 14, koła wzajemnie wymienne, ciśnienie powietrza przód: 1,2 kG/cm², tył 1,6 kG/cm², w dwie osoby 1,9 kG/cm²

Nadwozie
- Tłoczone z blachy stalowej, głęboki błotnik przedni, podnóżki w formie stopni wykładane gumą, pojemnik na narzędzia w obudowie lampy, zbiornik *paliwa pod siedzeniem, dostęp do wlewu paliwa po odchyleniu siedzenia do tyłu (bagażnik)

Wymiary i masy
- Długość: 1880 (1950) mm
- Szerokość: 610 mm
- Wysokość: 920–970 mm (940 mm)
- Wysokość siedzenia: 740 mm
- Rozstaw osi: 1280 mm (1300 mm)
- Minimalny prześwit: 160 mm
- Masa bez płynów: 125 kg (130 kg)
- Dopuszczalna masa całkowita: 305 kg (310 kg)
- Zbiornik paliwa: 7,5 l
- Pojemność skrzyni biegów: 0,95 l

Dane eksploatacyjne
- Prędkość maksymalna: 80 (85) km/h
- Zużycie paliwa: 3,2 l / 100 km